# Monocyclanthus vignei
Monocyclanthus es un género monotípico de plantas fanerógamas con una especie perteneciente a la familia de las anonáceas. Su única especie: Monocyclanthus vignei, es nativa de África occidental.

## Descripción
Es un árbol que alcanza los 7 m de altura; con un tronco de 15 cm de diámetro; que se encuentra en los bosques a una altitud de 60 metros en Ghana y Liberia.

## Taxonomía
Monocyclanthus vignei fue descrita por Ronald William John Keay y publicado en Kew Bulletin 1953: 69. 1953.